# ハンス・ペラトナー

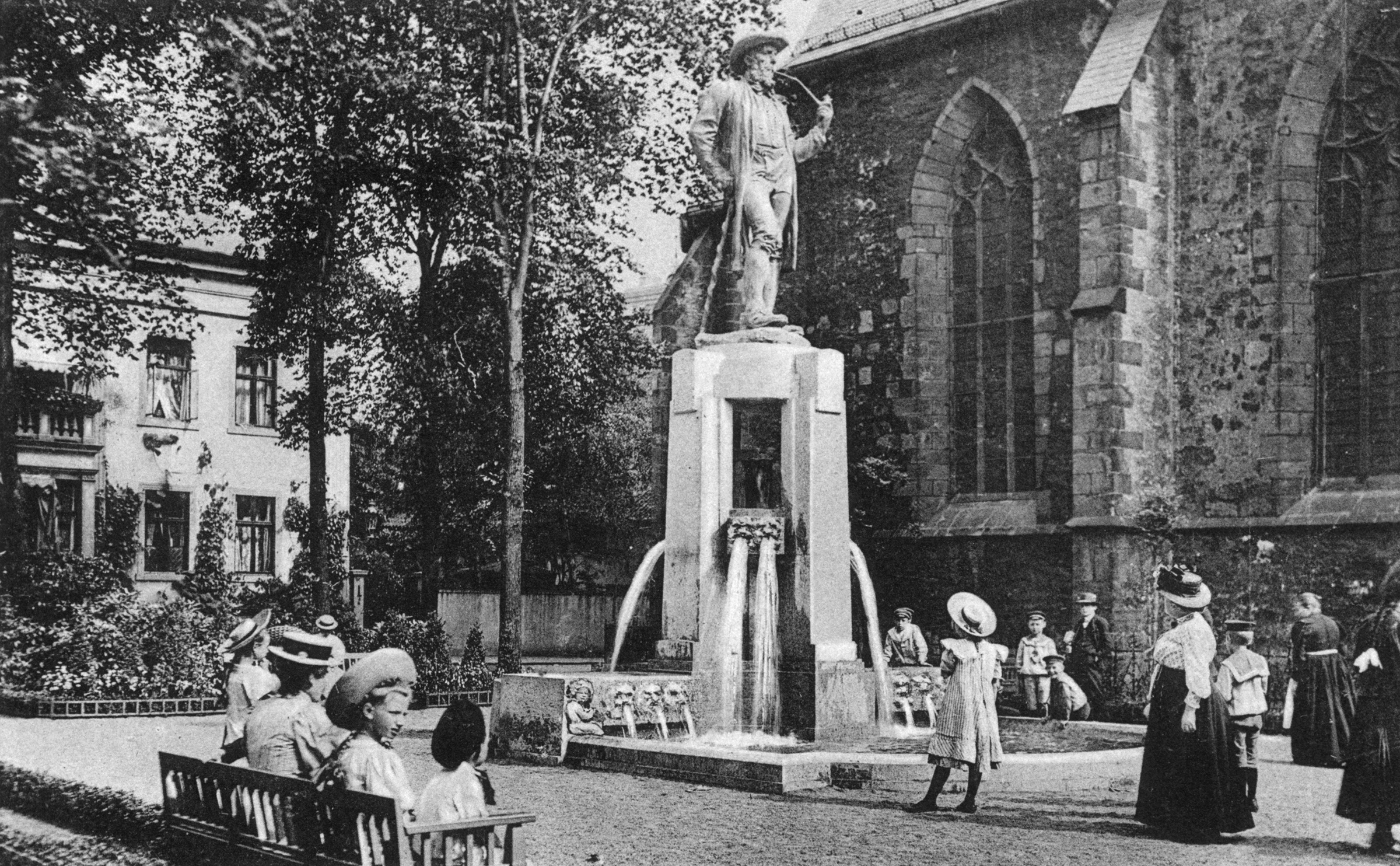
ハンス・ペラトナーが制作したビーレフェルトのリンネル織り職人の噴水(1909)

ハンス・ペラトナー（Hans Perathoner、1872年11月21日 - 1946年7月28日）は、チロル地域生まれのドイツの彫刻家、画家である。ビーレフェルトやベルリンで働いた。

## 略歴
当時オーストリア＝ハンガリー帝国の領土であった（現在はイタリア北部のトレンティーノ＝アルト・アディジェ州）のSt. Peterという村の農家に生まれた。生まれた地域は木彫工芸が盛んな地域であった。家族の反対に抗して美術家を目指し、オルティゼーイに工房を開いていた彫刻家のフランツ・タベーラ（Franz Tavella）の弟子になった。
1893年にインスブルックで開かれた展覧会に木彫作品を出展し金賞を受賞した。25歳になった1895年に、ドイツに移りミュンヘン美術院で修行を続け、美術院でも賞を受賞した。彫刻家として評価されるようになった後、ドイツ西部のビーレフェルトに移り、新たに設立されたビーレフェルトの工芸学校で彫刻と絵画を教えた。この学校で教えた学生にはエーリヒ・ロシー（Erich Lossie）やエミール・シュテファン（Emil Steffann）らがいる。1909年にビーレフェルトの繁栄の出発点となったリンネル加工業を記念して、リンネル織りの職人をモデルにしたモニュメントのある噴水（Leineweberdenkmal）を制作し、この噴水はビーレフェルトの街のランドマークになっている。1910年4月に教師をしていた女性と結婚した。
1913年に工芸学校の校長のヴィルヘルム・ティーレ（Wilhelm Thiele）がベルリン、シャルロッテンブルクの工芸学校に移った時、ペラトナーも共にベルリンに移った。ペラトナーが制作した表現主義的な十字架のキリスト像をビーレフェルトの市民が拒絶したこともベルリンに移った理由ともされる。ベルリンでは、学生や労働者の中で活動したカトリックの司祭カール・ゾンネンシャイン（Carl Sonnenschein）と友人になった。1920年ころシャルロッテンブルクの市庁舎に戦争記念の装飾画を描いた。1930年に木彫の高さ4メートルのキリスト像を制作し1930年8月にカウルスドルフの教会に設置した後、抗議活動がおこり、司教の命令で1931年9月まで展示された後撤去された。ペラトネルのキリスト像は没後の1964年から1986 年までパンコーの教会に飾られ、2000年の復活祭からマルツァーンの教会に展示されている。

## 作品

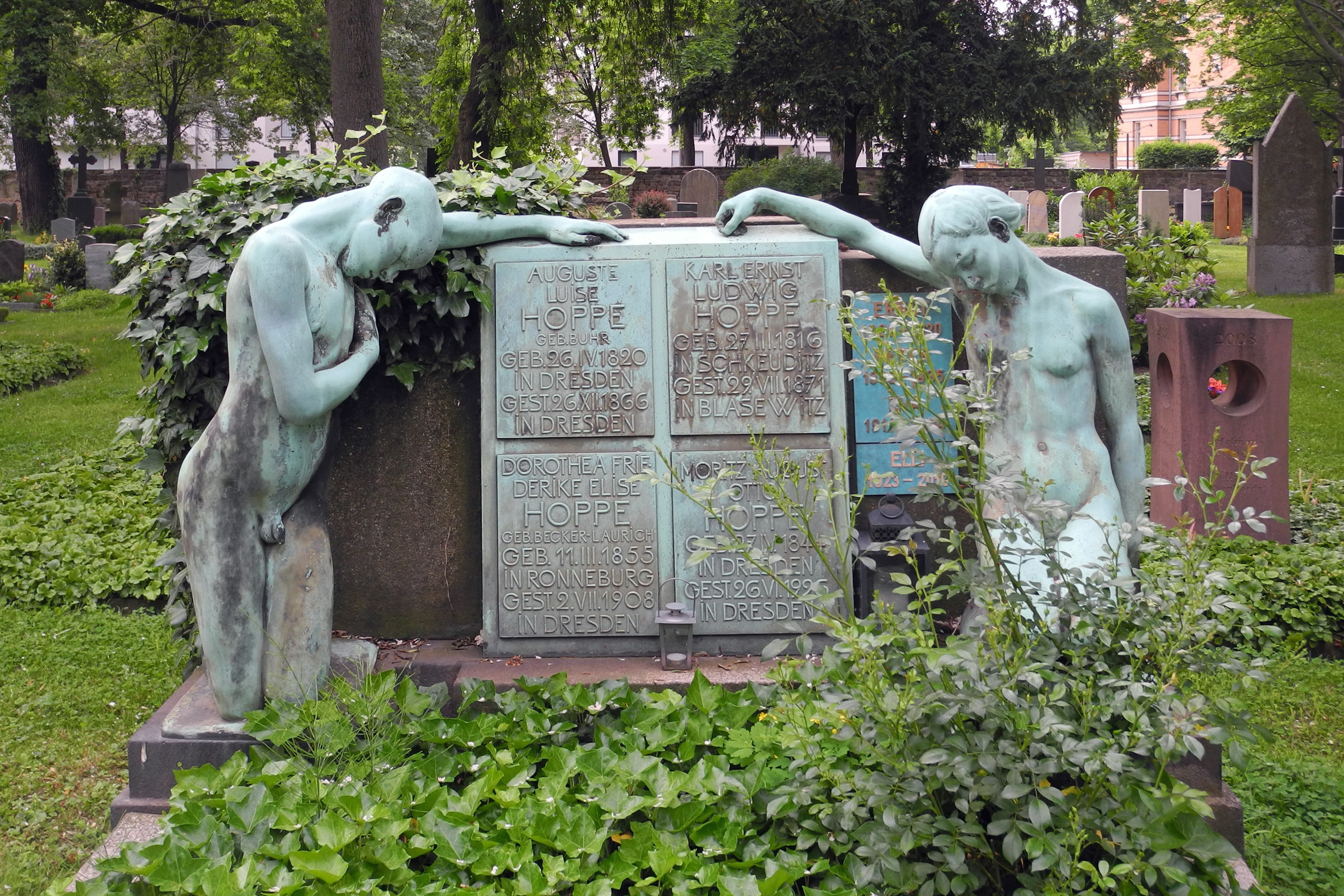
ドレスデンの墓地の彫刻・
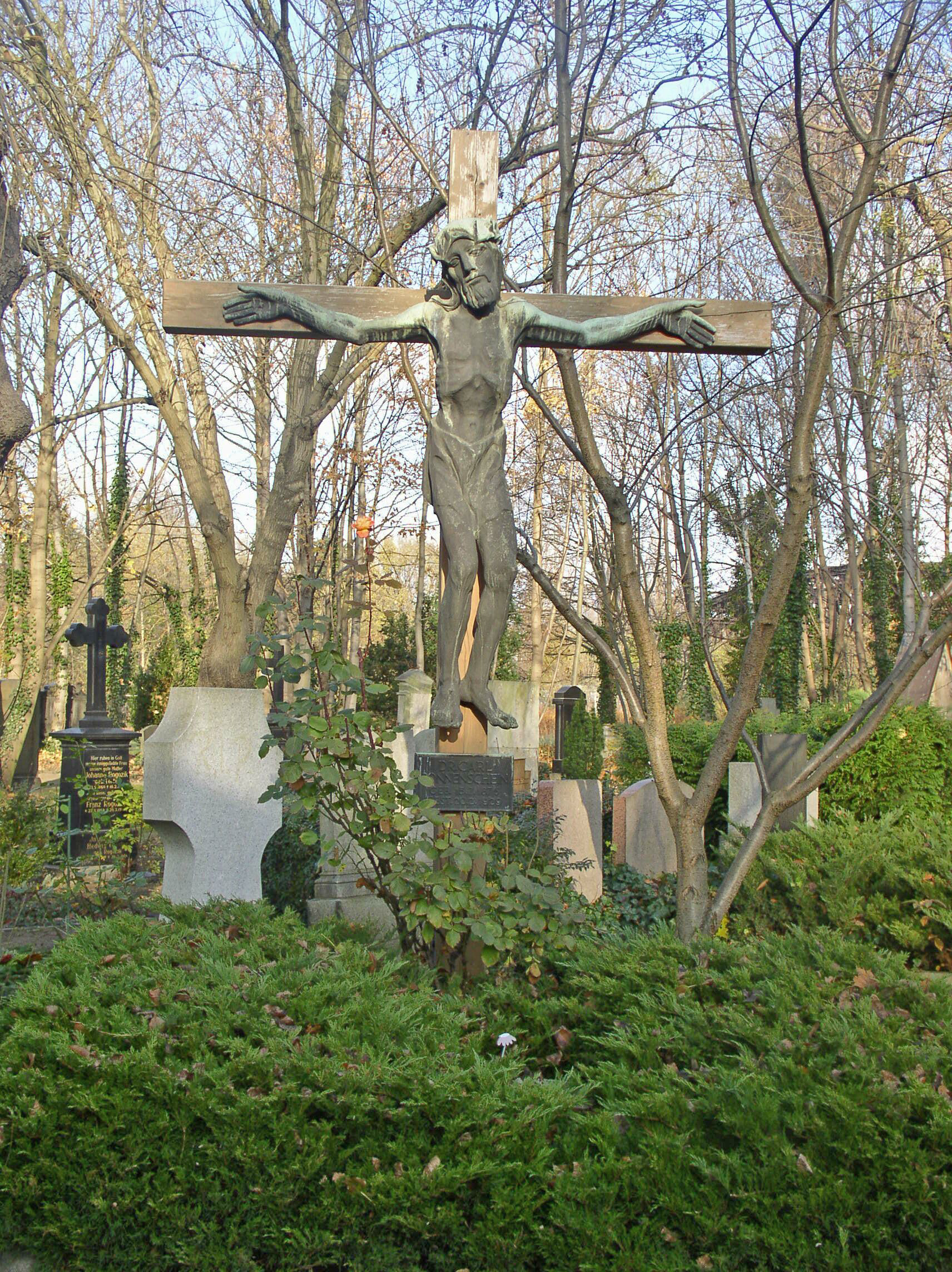
カール・ゾンネンシャインの墓標
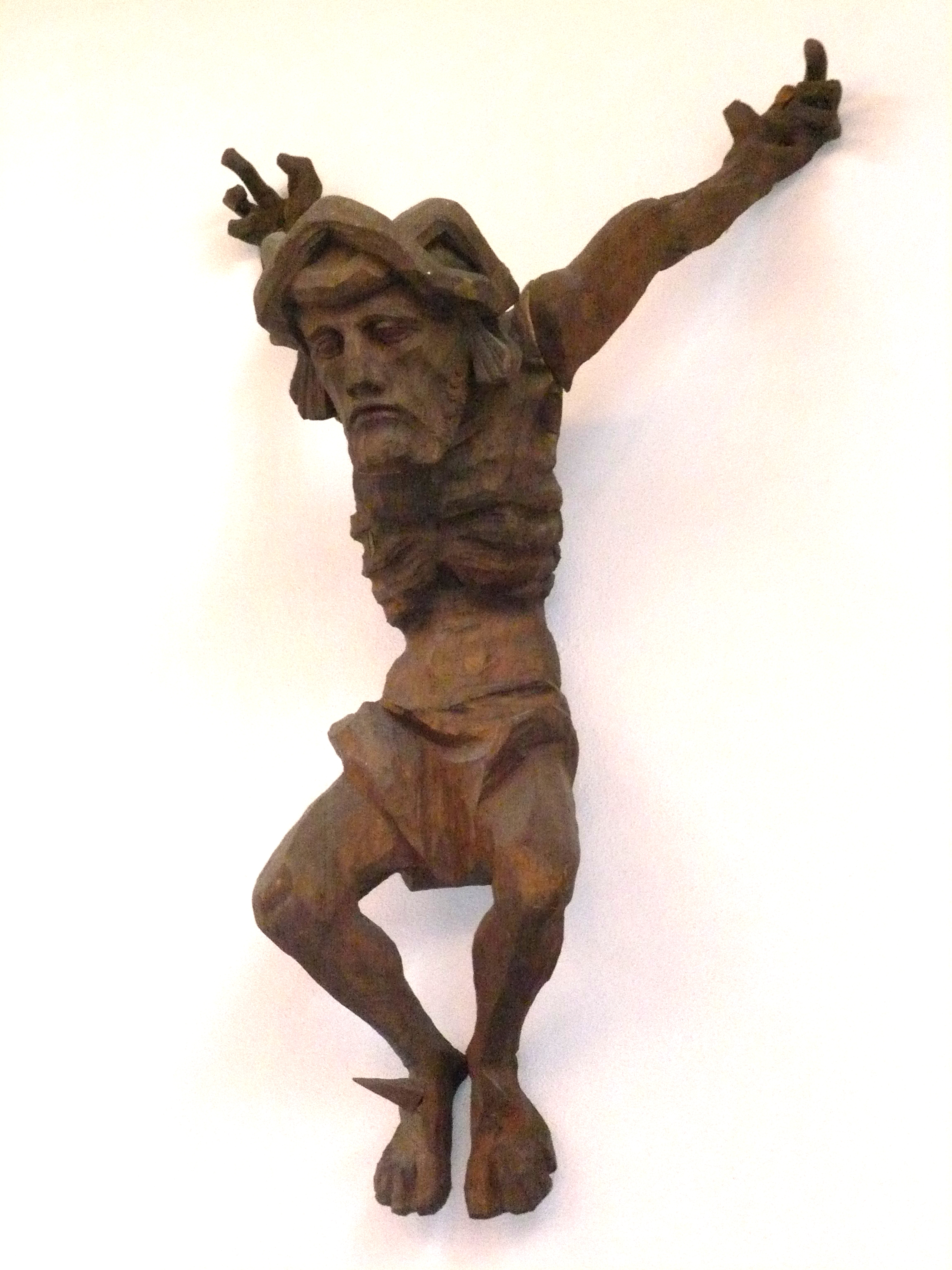
ベルリン＝マルツァーンの教会のキリスト